# Robert Mulliken
Robert Sanderson Mulliken (Newburyport, 7 giugno 1896 – Arlington, 31 ottobre 1986) è stato un fisico e chimico statunitense.

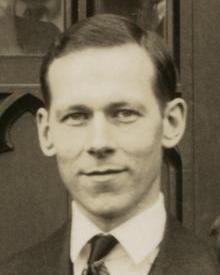
Robert Mulliken, Chicago 1929

Figlio di Samuel Parsons Mulliken, professore di chimica organica, e Katherine W. Mulliken, si laurea in chimica presso il Massachusetts Institute of Technology nel 1917 e consegue il Ph.D. presso l'Università di Chicago nel 1921 in seguito a una ricerca sulla separazione degli isotopi del mercurio per evaporazione. In seguito riceve una borsa di studio dal National Research Council americano per proseguire i suoi studi in questo campo.
Nel 1926 viene assunto al dipartimento di fisica dell'Università di New York, in seguito lavorerà anche all'Università di Chicago sia nel dipartimento di chimica sia di fisica e diventa professore ordinario nel 1931.
Nel 1929 sposa Mary Helen von Noé, figlia di un professore di geologia di Chicago. Avranno due figli: Lucia Maria e Valerie Noé. Nei primi anni trenta elabora il modello dell'orbitale molecolare (MO) nel legame chimico basandosi sul lavoro quantitativo di John Lennard-Jones. Questo lavoro varrà poi a Mulliken il premio Nobel per la chimica nel 1966.
Nel 1934 elabora una nuova scala di elettronegatività non del tutto collegata con quella di Linus Pauling.
Nel 1936 diventa membro dell'Accademia Nazionale delle Scienze americana.
Nel 1952 incomincia ad applicare la meccanica quantistica allo studio di reazioni acido-base di Lewis. Continua i suoi studi dedicandosi alla spettroscopia applicata alla struttura molecolare fino al 1985.
Muore per una crisi cardiaca nel 1986 in Virginia a casa di una figlia, ma viene sepolto a Chicago.

## Scritti
- (EN)  Report on Molecular Orbital Theory (1949)